# Reel 2 Real
Reel 2 Real est un duo hip-house, mélangeant la musique house, rap et reggae ainsi que des rythmes latin. Ce groupe se fait connaitre dans les années 1990 en atteignant la position 7 sur 10 dans les hit-parades de Hot Dance Music/Club Play. Le membre principal du groupe est le producteur et DJ de New York Erick Morillo, qui a passé une partie de son enfance en Colombie.
La première production de Reel To Real est The New Anthem, classé en tête des hit-parades en 1992, et notamment à la huitième position dans les charts Dance. Le groupe Reel 2 Real est plus particulièrement connu pour la chanson I Like to Move It, en collaboration avec le rappeur Mark Quashie, alias The Mad Stuntman, originaire des îles Trinité-et-Tobago. Ce single connait une popularité internationale, atteignant la position 89 du top Hot 100 de 1994, en tête du hit parade pendant 5 semaines en France à l'été 1994, la seconde place des charts de singles au Royaume-Uni, ainsi que la première position sur cette même chart aux Pays-Bas. En 2005, le titre est repris dans le long-métrage animé Madagascar, produit par Dreamworks. The Mad Stuntman participe à quatre des singles les plus populaires de Reel 2 Real, en collaboration avec Barbara Tucker, Charlotte Small et Proyecto Uno. Reel 2 Real cesse ses activités en 1996, et le fondateur du groupe Erick Morillo s'établit comme disc jockey de la scène club underground.

## Discographie partielle

### Albums
- 1994: Move It!
- 1995: Reel 2 Remixed
- 1996: Are You Ready for Some More?

### Singles
| Année                                                                 | Single                                                     | Meilleure position | Meilleure position | Meilleure position | Meilleure position | Meilleure position | Meilleure position | Meilleure position | Meilleure position | Meilleure position | Meilleure position | Meilleure position | Meilleure position | Certifications (sales thresholds)                                                     | Album                        |
| Année                                                                 | Single                                                     | Australie          | Autriche           | France             | Allemagne          | Irlande            | Pays-Bas           | Nouvelle-Zélande   | SUI                | Suède              | Royaume-Uni        | États-Unis         | U.S. Dance         | Certifications (sales thresholds)                                                     | Album                        |
| --------------------------------------------------------------------- | ---------------------------------------------------------- | ------------------ | ------------------ | ------------------ | ------------------ | ------------------ | ------------------ | ------------------ | ------------------ | ------------------ | ------------------ | ------------------ | ------------------ | ------------------------------------------------------------------------------------- | ---------------------------- |
| 1992                                                                  | The New Anthem (featuring Erick Moore)                     | —                  | —                  | —                  | —                  | —                  | —                  | —                  | —                  | —                  | —                  | —                  | 1                  |                                                                                       | Single seulement             |
| 1993                                                                  | I Like to Move It (featuring The Mad Stuntman)             | 6                  | 2                  | 1                  | 3                  | 5                  | 1                  | 14                 | 4                  | 12                 | 5                  | 89                 | 8                  | - France SNEP : Or - Allemagne BM : Or - Pays-Bas NVPI: Or - Royaume-Uni BPI : Argent | Move It                      |
| 1993                                                                  | Go On Move (featuring The Mad Stuntman)                    | —                  | 16                 | 12                 | 20                 | 6                  | 11                 | —                  | 18                 | 15                 | 7                  | —                  | 6                  |                                                                                       | Move It                      |
| 1994                                                                  | "Can You Feel It?" (featuring The Mad Stuntman)            | —                  | 28                 | 49                 | 32                 | 17                 | 20                 | —                  | 31                 | 26                 | 13                 | —                  | 3                  |                                                                                       | Move It                      |
| 1994                                                                  | "Raise Your Hands"                                         | —                  | —                  | —                  | —                  | 20                 | —                  | —                  | —                  | —                  | 14                 | —                  | —                  |                                                                                       | Move It                      |
| 1995                                                                  | "Conway" (featuring The Mad Stuntman)                      | —                  | —                  | —                  | —                  | —                  | —                  | —                  | —                  | —                  | 27                 | —                  | 4                  |                                                                                       | Move It                      |
| 1996                                                                  | "Jazz It Up"                                               | —                  | —                  | —                  | —                  | —                  | 15                 | —                  | —                  | 58                 | 7                  | —                  | —                  |                                                                                       | Are You Ready for Some More? |
| 1996                                                                  | "Are You Ready for Some More?"                             | —                  | —                  | —                  | —                  | —                  | —                  | —                  | —                  | —                  | 24                 | —                  | 5                  |                                                                                       | Are You Ready for Some More? |
| 1996                                                                  | "Move Your Body (Mueve la Cadera)" (featuring Proyecto Uno | —                  | —                  | —                  | —                  | —                  | —                  | —                  | —                  | —                  | —                  | —                  | 3                  |                                                                                       | Are You Ready for Some More? |
| "—" signifie que le single ne s'est pas classé ou sortie dans le pays |                                                            |                    |                    |                    |                    |                    |                    |                    |                    |                    |                    |                    |                    |                                                                                       |                              |